# Chen Xinhua
Chen Xinhua, Chinees: 陈新华, (30 januari 1960, Fujian, China) is een voormalig Chinees professioneel tafeltennisser. Chen is zijn achternaam.
Tussen 1988 en 1989 verkreeg hij het Britse staatsburgerschap. Namens Groot-Brittannië nam hij deel aan de Olympische Zomerspelen 1996 maar won geen medailles.

## Belangrijkste resultaten
- WK
  -  Goud met het Chinese team in 1985 in Göteborg.
  -  Goud met het Chinese team in 1987 in New Delhi.
  -  Zilver op de gemengd dubbel namens China in 1981 met Tong Ling in Novi Sad.
  -  Zilver op de gemengd dubbel namens China in 1983 met Tong Ling in Tokio.
  -  Brons op de gemengd dubbel namens China in 1985 met Tong Ling in Göteborg.
  -  Brons in het enkelspel namens China in 1987 in New Delhi.
- EK
  -  Zilver met het Engelse team in 1992 in Stuttgart.